# Trutjeshoek
Trutjeshoek is een buurtschap in de Nederlandse gemeente Oldebroek, gelegen in de provincie Gelderland, op de grens met de provincie Overijssel.  
Trutjeshoek bestaat uit slechts een paar boerderijen.  Trutjeshoek ligt op een oude strandwal drie kilometer ten noordoosten van Oosterwolde, in de buurt van twee andere buurtschappen Posthoorn en Zuideinde. Trutjeshoek bestaat uit twee wegen: de Wittensteinse Allee en de Zuidwendige weg. Deze laatste weg loopt aan de noordzijde quasi dood in de weilanden, met een zandpad dat richting Wittensteinse Allee loopt. 
Dorpen: Hattemerbroek · Kerkdorp · 't Loo · Noordeinde · Oldebroek · Oosterwolde · Wezep

Buurtschappen: Bovenveen · Duinkerken · Eekt · Mullegen · Posthoorn · Trutjeshoek · Voskuil · Zuideinde (deels)

Gelderland: Steden en dorpen in Gelderland      Nederland: Provincies · Gemeenten